# Patricia Bredin
Patricia Bredin (Hull, 14 februari 1935 – 13 augustus 2023) was een Britse actrice en zangeres.
In 1957 was ze de eerste deelnemer die voor het Verenigd Koninkrijk aantrad op het Eurovisiesongfestival in Frankfurt. De zangeres eindigde op een teleurstellende 7de plaats (op 10 deelnemers) terwijl het land niets minder dan de overwinning verwachtte. Uit woede bleven ze een jaar later zelfs thuis.
Bredin overleed op 88-jarige leeftijd.
1957: Patricia Bredin · 
1959: Pearl Carr & Teddy Johnson · 
1960: Bryan Johnson · 
1961: The Allisons · 
1962: Ronnie Carroll · 
1963: Ronnie Carroll · 
1964: Matt Monro · 
1965: Kathy Kirby · 
1966: Kenneth McKellar · 
1967: Sandie Shaw · 
1968: Cliff Richard · 
1969: Lulu · 
1970: Mary Hopkin · 
1971: Clodagh Rodgers · 
1972: The New Seekers · 
1973: Cliff Richard · 
1974: Olivia Newton-John · 
1975: The Shadows · 
1976: Brotherhood of Man · 
1977: Lynsey de Paul & Mike Moran · 
1978: Co-Co · 
1979: Black Lace · 
1980: Prima Donna · 
1981: Bucks Fizz · 
1982: Bardo · 
1983: Sweet Dreams · 
1984: Belle & The Devotions · 
1985: Vikki Watson · 
1986: Ryder · 
1987: Rikki · 
1988: Scott Fitzgerald · 
1989: Live Report · 
1990: Emma · 
1991: Samantha Janus · 
1992: Michael Ball · 
1993: Sonia · 
1994: Frances Ruffelle · 
1995: Love City Groove · 
1996: Gina G · 
1997: Katrina & the Waves · 
1998: Imaani · 
1999: Precious · 
2000: Nicki French · 
2001: Lindsay Dracass · 
2002: Jessica Garlick · 
2003: Jemini · 
2004: James Fox · 
2005: Javine Hylton · 
2006: Daz Sampson · 
2007: Scooch · 
2008: Andy Abraham · 
2009: Jade Ewen · 
2010: Josh Dubovie · 
2011: Blue · 
2012: Engelbert Humperdinck · 
2013: Bonnie Tyler · 
2014: Molly · 
2015: Electro Velvet · 
2016: Joe & Jake · 
2017: Lucie Jones · 
2018: SuRie · 
2019: Michael Rice · 
2021: James Newman ·
2022: Sam Ryder ·
2023: Mae Muller ·
2024: Olly Alexander ·
2025: Remember Monday
- Biblioteca Nacional de España: XX4945095
- Bibliothèque nationale de France: cb16243631t (data)
- Gemeinsame Normdatei: 1299330177
- International Standard Name Identifier: 0000 0003 6210 9012
- MusicBrainz: de484f52-2e30-41e1-bfe9-2cf23f67c480
- Virtual International Authority File: 225399304
- WorldCat: E39PBJwp3Mb66Rhk9gVMw83vpP